# Braunschweiger Löwe

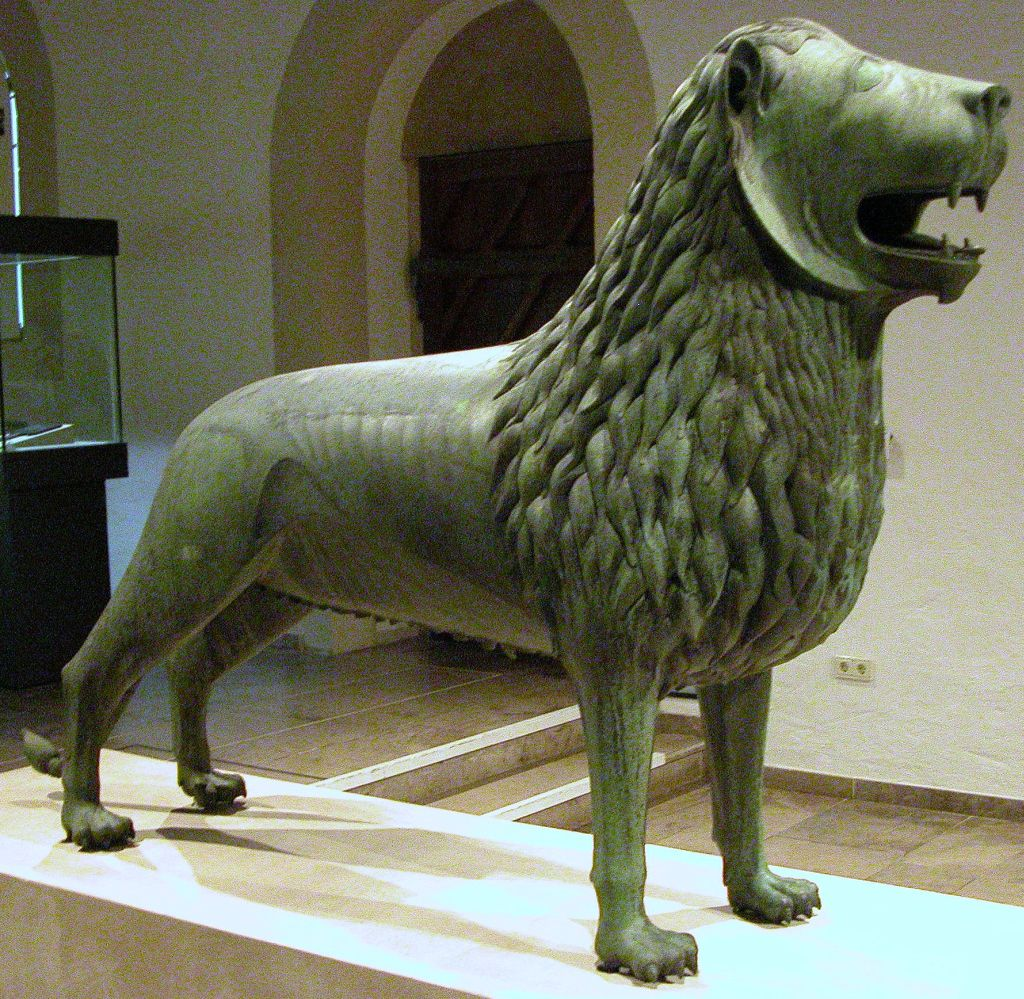
Das Original des Braunschweiger Löwen kann ab März 2026 im Herzog Anton Ulrich-Museum besichtigt werden.

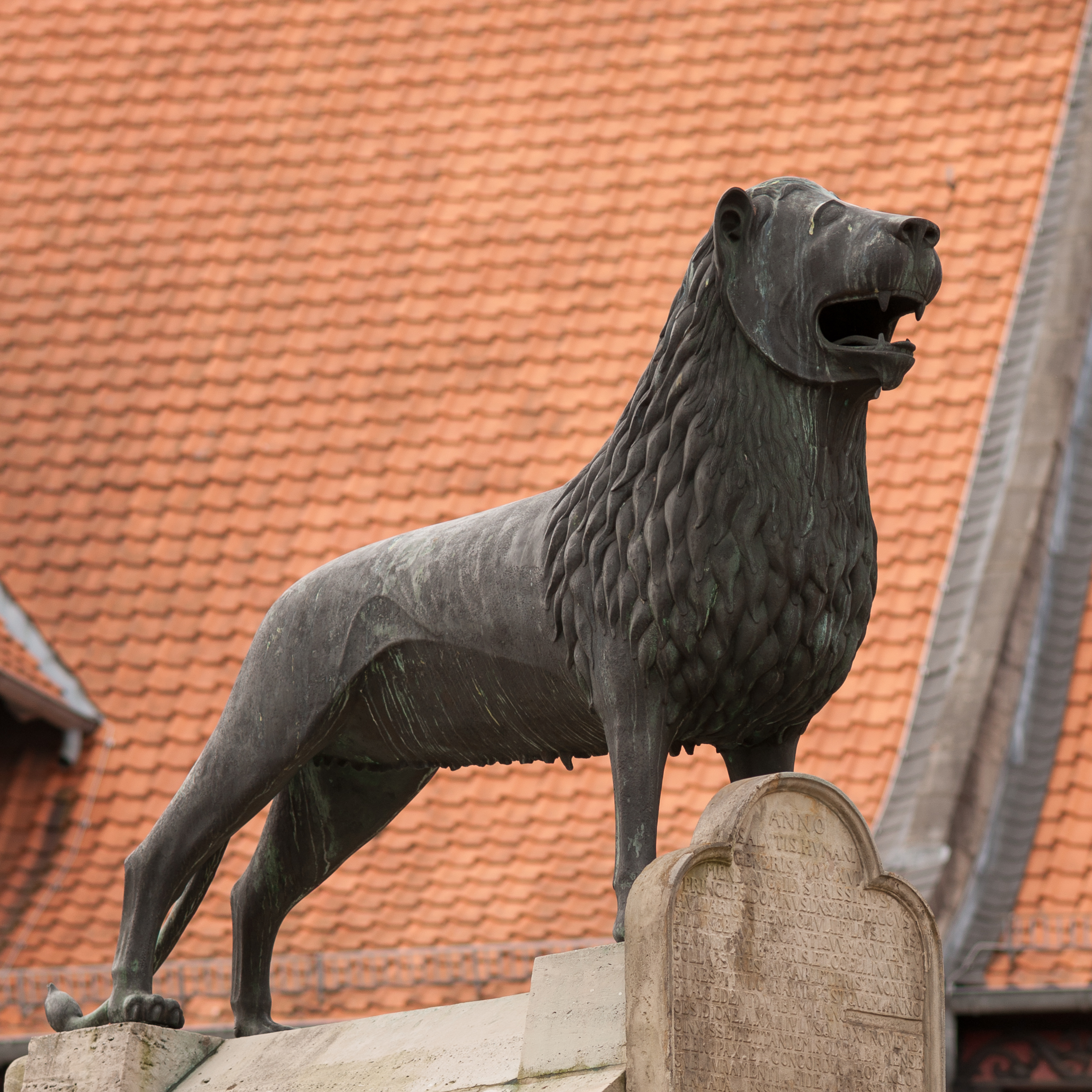
Um das Original zu schützen, steht seit 1980 auf dem Burgplatz eine originalgetreue Kopie

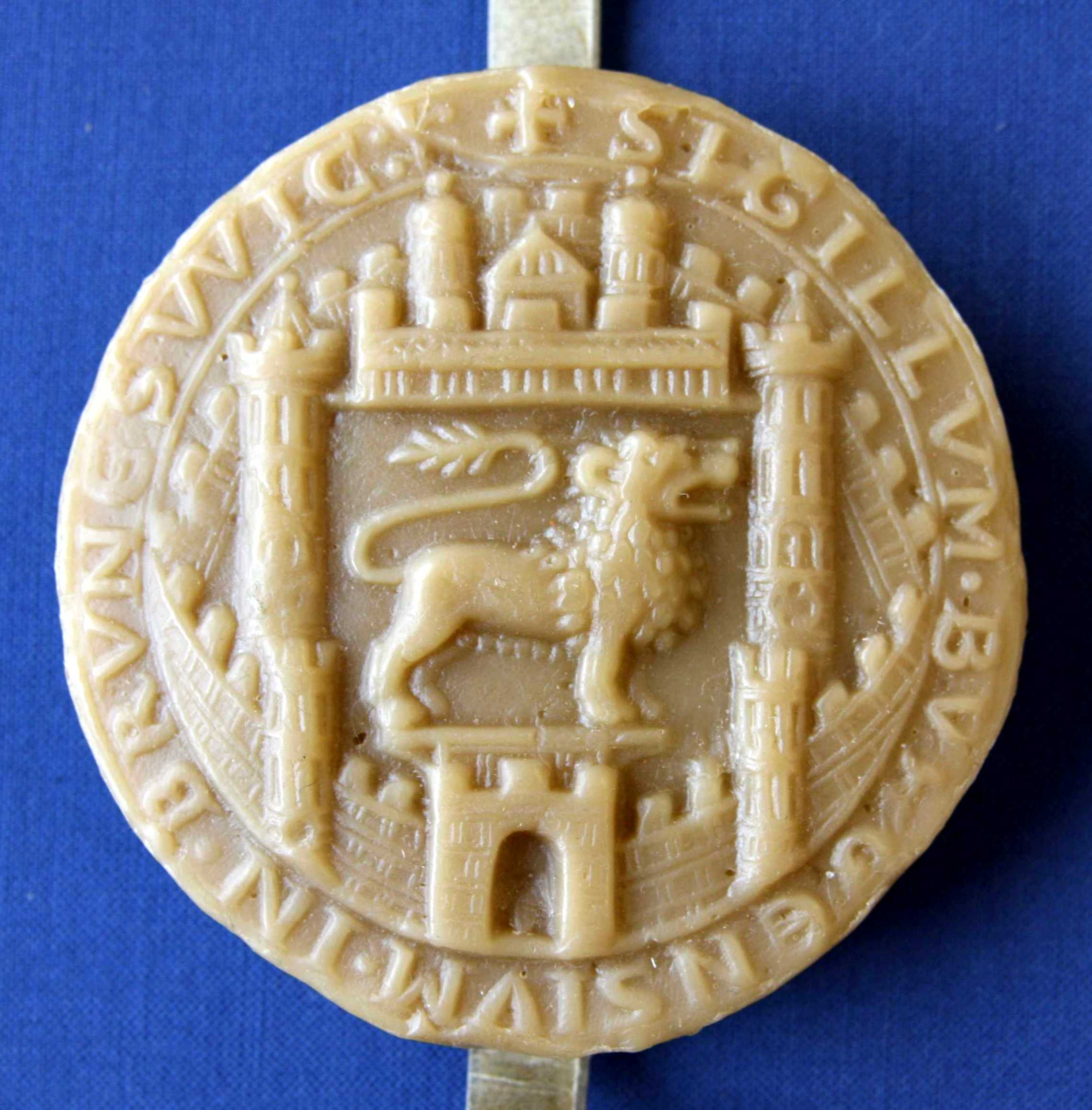
Siegel der Stadt von 1231 mit dem Standbild des Löwen

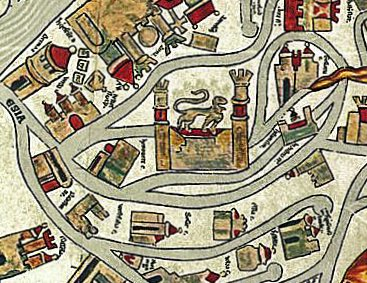
Braunschweig und der Braunschweiger Löwe auf der Ebstorfer Weltkarte (um 1300)

Revers einer Gedenkmedaille zur 1000-Jahr-Feier der Stadt Braunschweig im August 1861.

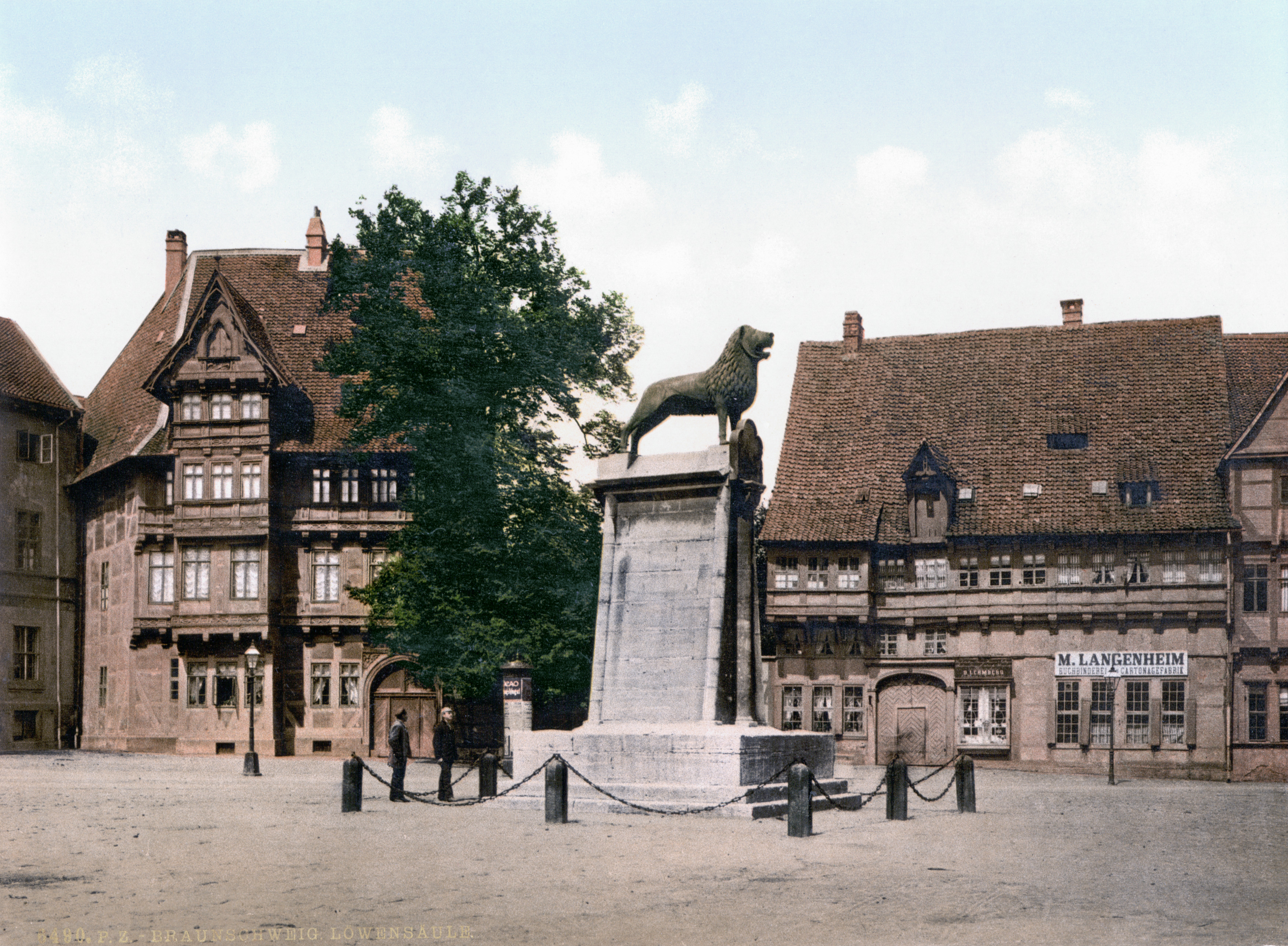
Braunschweiger Löwensäule, um 1900

Der Braunschweiger Löwe, bis in das späte 19. Jahrhundert hinein auch als Löwenstein und heute noch als (Braunschweiger) Burglöwe bezeichnet, ist ein aus der zweiten Hälfte des 12. Jahrhunderts stammendes Denkmal eines überlebensgroßen Löwen aus Bronze, das Herzog Heinrich der Löwe als Symbol seiner Macht errichten ließ. Der Löwe ist das bekannteste Wahrzeichen der Stadt Braunschweig. Er steht seit seiner Aufstellung auf dem Burgplatz vor der Burg Dankwarderode und dem Braunschweiger Dom.

## Geschichte

### Vorgeschichte
Welfen-Herzog Heinrich der Löwe war seit 1142 Herzog von Sachsen und seit 1156 von Bayern. Zu seiner Residenzstadt wählte er wohl um 1165, im Zusammenhang mit seiner Hochzeit mit Mathilde Plantagenet am 1. Februar 1168, Braunschweig, das dadurch aufblühte. Als Heinrich 1156 zu dem sächsischen auch das bayerische Herzogtum erhielt, wurde auf dem Hoftag zu Regensburg im September des Jahres „für ihn ein neuer Name geschaffen: Heinrich der Löwe“ (Et creatum est ei nomen novum: Heinricus Leo, dux Bavariae et Saxoniae.). Dieser neue Herrschername und der damit verbundene Macht- und Herrschaftsanspruch spiegelte sich u. a. in einer Vielzahl Münzen wider, so zum Beispiel in einem Silber-Brakteat der Münzstätte Braunschweig, geprägt während der Herrschaftszeit Heinrichs des Löwen, auf dem umlaufend in Majuskeln der Text HEINRICVS DE BRVNSWIC SVM LEO ([Ich bin] Heinrich von Braunschweig, [bin] der/ein Löwe) zu lesen ist.
Mit der um 1165 entstandenen Burg Dankwarderode ließ Heinrich eine Pfalz für sich errichten. Darüber hinaus stiftete er 1173 die Stiftskirche St. Blasii, den heutigen Braunschweiger Dom, der direkt mit der Burg verbunden ist. Burg und Dom umschlossen zusammen mit anderen Gebäuden damals wie heute den Burgplatz, in dessen Zentrum Heinrich nach Seiler zwischen 1164 und 1181 und nach Schneidmüller zwischen 1164 und 1176 das bronzene Standbild eines Löwen auf einem hohen Steinpodest errichten ließ, die erste profane freistehende Großplastik des Mittelalters nördlich der Alpen. Dieser „Braunschweiger Löwe“ war Zeichen seines Namens, also individuelles Herrschaftszeichen, nicht Familiensymbol der Welfen.

### Jahr der Aufstellung
Mehrere mittelalterliche Chronisten erwähnen Heinrich den Löwen, Braunschweig und das Löwenstandbild, das der Herzog errichten ließ. Die Jahresangaben sind dabei allerdings z. T. unterschiedlich, liegen jedoch alle in der 2. Hälfte des 12. Jahrhunderts.
Eine frühe bildliche Darstellung des Löwenstandbildes findet sich bereits in dem um 1180 entstandenen Cod.pal.germ.112 (fol.32 v.).
Lange Zeit wurde 1166 als das Jahr der Aufstellung des Löwen angenommen. Als Quelle galten die Mitte des 13. Jahrhunderts, also knapp 100 Jahre später entstandenen „Annalen“ des Abtes des Marienklosters zu Stade und späteren Chronisten, Albert von Stade. Dieser hatte für das Jahr 1166 u. a. vermerkt:

“Henricus Dux supra basin erexit leonis effigiem et urbem fossa et vallo circumdedit.”

„Herzog Heinrich [von Braunschweig] errichtete auf einem Unterbau die Gestalt eines Löwen und umgab die Stadt [Braunschweig] mit Wall und Graben.“

Die Zuverlässigkeit dieser Quelle, bzw. der Angabe „1166“ wird in neuerer Zeit allerdings angezweifelt, da Albert von Stade in seiner Chronik für das Jahr 1166 auch Ereignisse beschrieb, die nachweislich später stattgefunden hatten. So wird vermutet, dass der Braunschweiger Löwe zu einem späteren Zeitpunkt aufgestellt worden sein könnte – evtl. aber auch etwas früher. Als frühestes Jahr der Aufstellung wird 1163 angenommen, als spätestes 1181.
Auch die zwischen 1279 und 1292 von einem unbekannten Autor verfasste Braunschweigische Reimchronik erwähnt das Löwendenkmal – ebenfalls mit der Jahresangabe 1166:

„… und heyz gezen von metalle / eynen lewen von richer kost / dhen her setzete uf eynen post / von steyne vil wol gehowen, / so men noch mach scowen, / in dher burch zo Bruneswich. / daz thete dher vurste Heynrich / dhusent jar, han ich gehort, / hundert sex und sexich von gotes bort, / nach sines name scine und ort.“

„… und hieß aus Metall einen kostbaren Löwen gießen, den er auf ein aus Stein wohl gehauenes Postament setzen ließ, wie man in der Burg zu Braunschweig noch sehen kann. Das tat der Fürst Heinrich 1166 nach Christi Geburt habe ich gehört, nach seines Namen und Stand.“

### Entstehung
Der Bronzeguss wiegt 880 kg, hat eine Höhe von 1,78 m, eine Länge von 2,79 m und eine maximale Wandstärke von 12 mm. Das Braunschweiger Standbild soll sich künstlerisch an der Kapitolinischen Wölfin, auch „Römische Lupa“ genannt (aus dem 5. Jahrhundert v. Chr.) sowie am Markuslöwen von Venedig oder der Reiterstatue Mark Aurels in Rom orientieren. Diese bedeutenden Werke der Bildhauerkunst dürften dem Welfenherzog durch seine Teilnahme an den ersten beiden Italienfeldzügen Kaiser Friedrichs I. Barbarossa bekannt gewesen sein.
Der Künstler des Werkes ist unbekannt, doch ist aufgrund der feinen Ziselierung und der für die Entstehungszeit des 12. Jahrhunderts geradezu naturalistisch anmutenden Ausführung zu vermuten, dass es sich um einen erfahrenen Goldschmied aus der Stadt handelte. Ebenfalls denkbar wäre die künstlerische Umsetzung durch einen mit großformatigen Bronzegüssen vertraut gewesenen Glockengießer. Ursprünglich war der Löwe vergoldet, Spuren einer Vergoldung wurden während der letzten Restaurierung zwischen den Zotteln der Mähne gefunden. Schon in einem früheren Bericht wird dies bestätigt, zudem waren seine Augen ursprünglich emailliert.

### Werkgeschichte
Ursprünglich stand der Löwe auf zwei niedrigen Säulen. Unter dem braunschweigischen Herzog Friedrich Ulrich wurden diese im August 1616 durch einen pyramidalen Unterbau ersetzt und zusätzlich eine Sandsteintafel mit einer Inschrift daran angebracht.
In der Übersetzung lautet die Inschrift:
Im Jahre des Heils 1616 im August hat der Erlauchteste Fürst und Herr, Herr Friedrich Ulrich, Heinrich Julius’ Sohn, Herzog zu Braunschweig und Lüneburg, dieses alte Denkmal seiner Dynastie, das durch die Zeiten und des Wetters Ungunst verfallen war, wiederherzustellen und in den Zustand alten Glanzes zurückzuversetzen angeordnet, nachdem er ein Jahr vorher diese Stadt aufs heftigste belagert und eingeschlossen hatte, Frieden und Eintracht aber nach deren Befreiung im Februar unter Ableistung des Huldigungseides geschlossen worden war, zum immerwährenden Gedächtnis.
Das Original der Tafel befindet sich heute im Städtischen Museum Braunschweig und wurde auf dem Sockel durch eine 1858 entstandene Kopie ersetzt.
In einer Chronik aus dem Jahre 1722 wird von einer noch älteren Inschriftentafel berichtet, wobei allerdings bei dieser nicht eindeutig geklärt ist, ob sie zeitlich mit der Entstehung der Bronzeplastik zusammenfällt (also von Heinrich dem Löwen selbst in Auftrag gegeben wurde) oder aber späteren Datums (aber vor 1616) war, denn diese Tafel gilt als verschollen.
Ihre Inschrift soll wie folgt gelautet haben:
Henricus Leo Dei Gratia / Dux Bavariae et Saxoniae / Ad sempiternam et Originies et / Nominis sui Memoriam / Brunswici in avito majorum / Suorum Palatio / Anno ab Incarnatio ne Dño / M. C. LXVI. / H. M. P. (Heinrich der Löwe, von Gottes Gnaden Herzog von Bayern und Sachsen / zur immerwährenden Erinnerung seiner Abkunft und seines Namens … 1166 …)
Sowohl Löwe als auch Sockel wurden über die Jahrhunderte hinweg mehrfach repariert bzw. restauriert. So z. B. 1412, 1616, 1721, 1762, 1791–1792, 1818, 1858 und 1980–1983.
Während der napoleonischen Besatzung wurde der Löwe 1812 vom Präfekten des Départements Oker, Friedrich Henneberg, vor der Deportation nach Paris gerettet.
Im Jahre 1858 wurde der Braunschweiger Löwe in der Werkstatt des Braunschweiger Erzgießers Georg Ferdinand Howaldt restauriert. Während der Arbeiten an der Plastik wurde der Sockel vollständig abgetragen und wieder neu aufgebaut.

### Der Braunschweiger Löwe während der Zeit des Nationalsozialismus

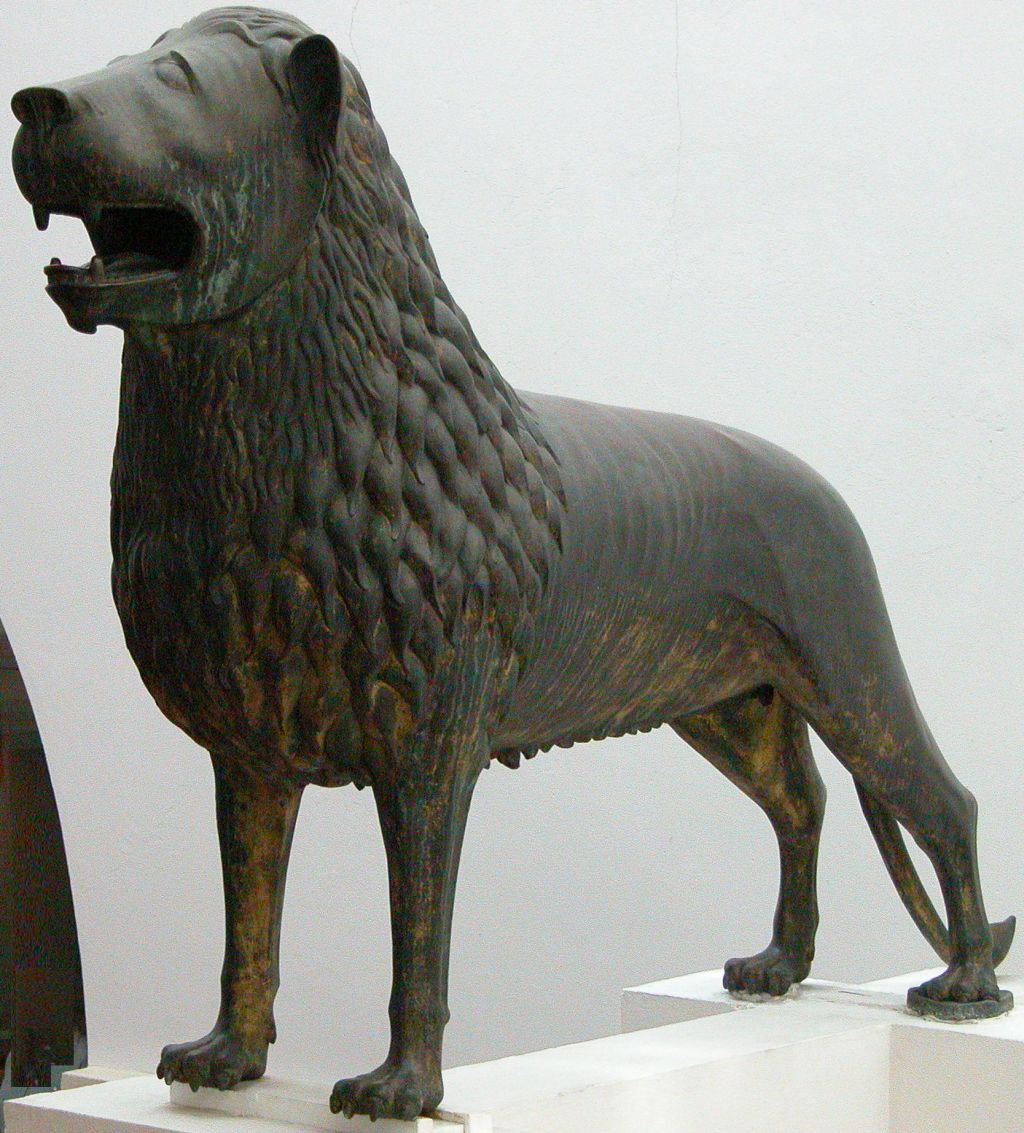
Eine Nachbildung von 1936. Sie vertrat das Original zwischen 1943 und 1946 auf dem Burgplatz.

Braunschweig war bereits vor dem Zweiten Weltkrieg ein bedeutender Forschungs- und Rüstungsstandort des Reiches. Der erste gezielte Bombenangriff fand am 17. August 1940 statt. Ab Februar 1944 („Big Week“) war Braunschweig dann schließlich planmäßiges und wiederkehrendes Ziel alliierter Bomberstaffeln.
1936 hatte das Braunschweigische Staatsministerium unter Staatsminister Friedrich Alpers eine originalgetreue Kopie des Löwen bei der in Berlin ansässigen Gießerei Noack in Auftrag gegeben. Noack hatte dafür aber nicht auf ein Gipsmodell aus der Werkstatt von Georg Ferdinand Howaldt zurückgegriffen, das dieser um die Mitte des 19. Jahrhunderts für Restaurierungsarbeiten am Löwen angefertigt hatte, sondern nach Intervention von Alpers, ein neues angefertigt.
Bis in das Jahr 1943 hinein stand das Original aus dem 12. Jahrhundert weiterhin ungeschützt auf dem Burgplatz im Zentrum der Stadt, die zu dieser Zeit bereits mehrfach Ziel von Bombenangriffen der Royal Air Force und der United States Army Air Forces geworden war. Es war das alleinige Verdienst des Braunschweigischen Landeskonservators Kurt Seeleke, dass das Original des Löwen schließlich 1943 in einer Nacht-und-Nebel-Aktion – ohne Absprache mit der vorgesetzten Dienststelle und ohne die braunschweigische NSDAP-Führung informiert zu haben – gegen die Noack-Kopie ausgetauscht wurde und das Original, zusammen mit dem Siebenarmigen Leuchter, dem Imervard-Kreuz (beide, wie der Löwe, aus dem 12. Jahrhundert) und dem Grabmal Heinrichs des Löwen (13. Jahrhundert), sowie anderen Kunstgegenständen, von Seeleke in einem Stollen im nahegelegenen Rammelsberg bei Goslar in Sicherheit gebracht wurden. Seeleke selbst hatte das Bergwerk Rammelsberg, 50 km südlich von Braunschweig,  ausgewählt und sich auch dabei über die dienstliche Anweisung hinweg gesetzt, die besagte, die Kunstschätze nach Schlesien zu bringen (das im Januar 1945 von der Roten Armee überrannt wurde). Der Löwe wurde zunächst in einen Stollen der Tagesförderstrecke gebracht, doch gegen Kriegsende hielt man diesen Ort nicht mehr für sicher genug und brachte den Löwen in einen abgelegeneren Teil des Bergwerkes, wo er eingemauert bis Kriegsende blieb.

### Die Rückkehr des Löwen nach Braunschweig
Zusammen mit den anderen Kunstschätzen blieb der Löwe bis zum 23. Oktober 1945 in seinem Versteck und gelangte erst an diesem Tage wieder in Begleitung Seelekes nach Braunschweig zurück. Braunschweig war nach Kriegsende zunächst kurz unter amerikanischer Militärverwaltung, war dann aber am 5. Juni 1945 Teil der Britischen Besatzungszone geworden. Die britische Militärverwaltung hatte Seeleke Robert Lonsdale Charles, Kunstschutzoffizier der britischen Armee beigeordnet.
Seeleke und Charles waren bereits am 20. August 1945 zum Rammelsberg gefahren, um zu prüfen, ob noch alle Kunstwerke in Sicherheit waren. Charles hatte kurz zuvor erfahren, dass das Bergwerk – entgegen seiner Annahme – nicht bewacht wurde und polnische DPs (Displaced Person) in der Nähe gesichtet worden waren. In seinem Tagebuch vermerkte er für den Tag:

„Ich war nahe an einem Herzanfall – Aber der Löwe war noch da, und bis auf ein Loch in seinem Hinterteil war alles in Ordnung. Russische Fremdarbeiter hatten es hineingeschlagen, weil sie glaubten, er sei mit Gold gefüllt. Und dann waren da noch, in Kisten verpackt, Heinrich und Mathilde, der Leuchter und das Kruzifix. Wir veranlassten, daß morgen mit Ausnahme des Löwen alles abgeholt würde.“

Erst zwei Monate später, am 23. Oktober 1945 kehrte der Braunschweiger Löwe wieder in die Stadt zurück. In Charles’ Tagebuch findet sich folgender Eintrag dazu:

„Mit Seeleke und Kump nach Goslar, um den Löwen zurückzuholen. Ich besorgte … einen Lastkraftwagen und wir fuhren zum Rammelsberg, wo der Löwe in einer Werkstatt darauf wartete, abgeholt zu werden … Um 2:30 konnten wir losfahren – mit einer Geschwindigkeit von zwölf Meilen in der Stunde. Die Landarbeiter auf den Feldern sperrten Mund und Nase auf, als sie ihn vorbeifahren sahen, und ich konnte ihre Lippen sich bewegen sehen, wenn sie auf uns zeigten, lachten und riefen: „Der Braunschweiger Löwe!“ Gegen fünf Uhr kamen wir in Braunschweig an … Eine Menschenmenge versammelte sich um ihn und streichelte ihn, Mütter hoben ihre Kinder hoch, damit sie ihn sehen könnten … alles war sehr rührend … Ein herrliches Tier. Man hat das Gefühl, daß er jeden Augenblick mit dem Schweif wedeln wird!“

Bevor das Original aber wieder an seinen angestammten Platz zurückkehren konnte, wurde es zunächst von Metallbildhauer Werner Kump restauriert, um dann 1946 wieder auf dem Burgplatz aufgestellt werden zu können. Die Kopie von 1937 war bis Anfang der 1990er Jahre beim Braunschweigischen Landesmuseum neben der Aegidienkirche aufgestellt. Anschließend stand sie bis Mai 2014 im Braunschweigischen Landesmuseum.
Das Original des Löwen verblieb aber auf dem Burgplatz nur bis zum 9. Juli 1980: An diesem Tage wurde das Standbild wegen der zunehmenden Luftverschmutzung in der Stadt und dadurch verursachten Beschädigungen an der Plastik wieder vom Sockel genommen und ein erneut angefertigtes Duplikat trat an seine Stelle und befindet sich noch heute dort. In den drei darauf folgenden Jahren wurde der Löwe aufwändig im Städtischen Museum restauriert.
Seit 1989 befindet sich das mittlerweile knapp 850 Jahre alte Wahrzeichen Braunschweigs zum Schutz vor schädlichen Umwelteinflüssen in der Burg Dankwarderode unmittelbar hinter dem ursprünglichen Standort. 2025 zieht der Burglöwe in das Herzog Anton Ulrich-Museum und kann dort ab März 2026 besichtigt werden. Hierbei handelt es sich um eine Interimslösung.

## Rezeption

### Heraldisches Wappentier

Wappen der Stadt Braunschweig

In der Heraldik ist der Braunschweiger Löwe ein Wappentier und hat unter den heraldischen Löwen einen Eigennamen. Er ist eine gemeine Figur. Sein Erscheinungsbild ist:
Im silbernen Schilde ein heraldisch rechts steigender roter Löwe mit silbernen Zähnen, roter Zunge und schwarzen Krallen.
Die fünf Wappen der Braunschweiger Weichbilde Altewiek, Altstadt, Hagen, Neustadt und Sack sowie zahlreiche Wappen der Region führen diesen Löwen in einem Feld ihres Wappens, um die Zugehörigkeit zu Stadt oder Land Braunschweig zu dokumentieren (Beispiel Calvörde).

### Wahrzeichen

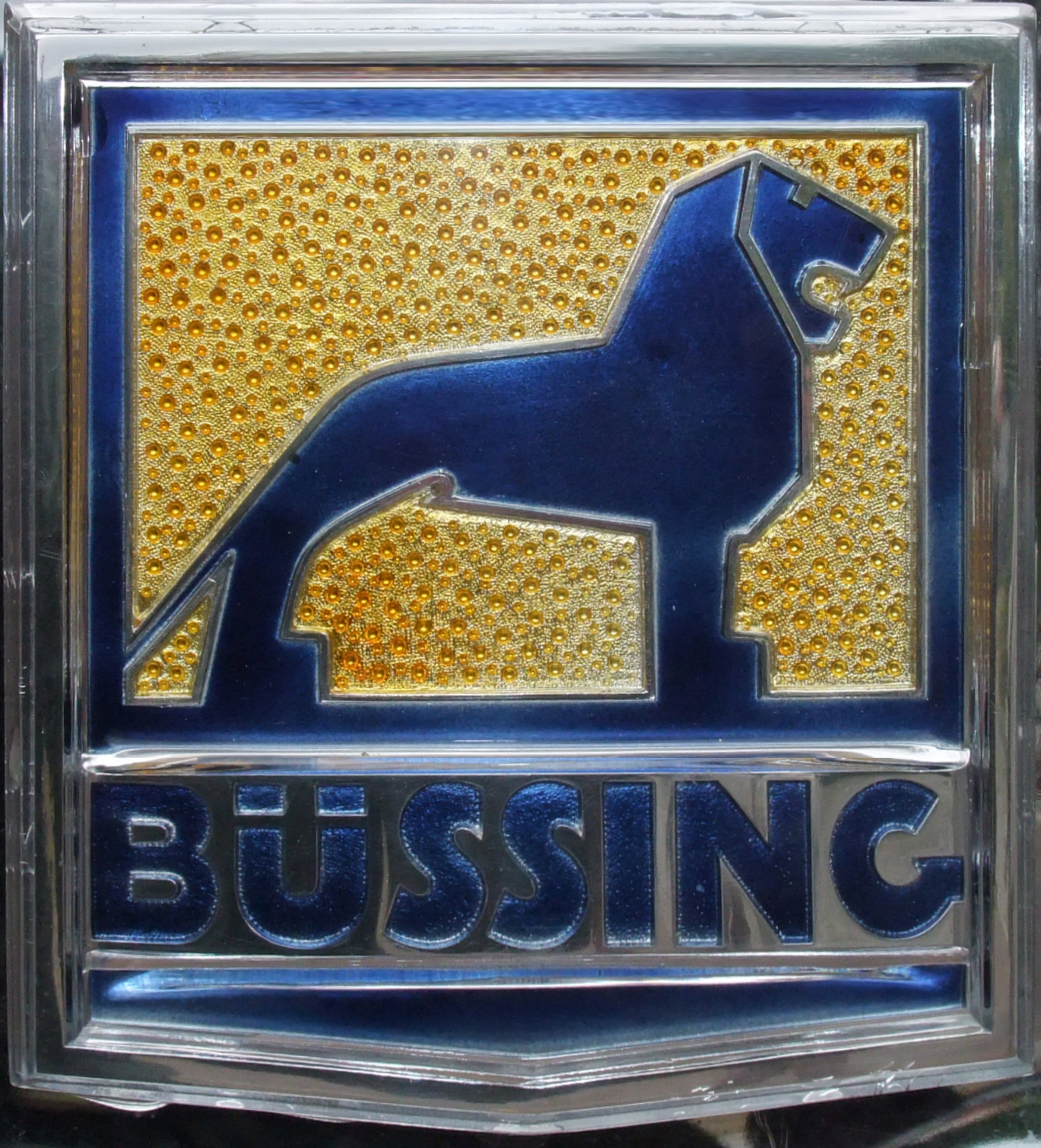
Weltweite Bekanntheit erlangt der Löwe als Logo der Büssing AG

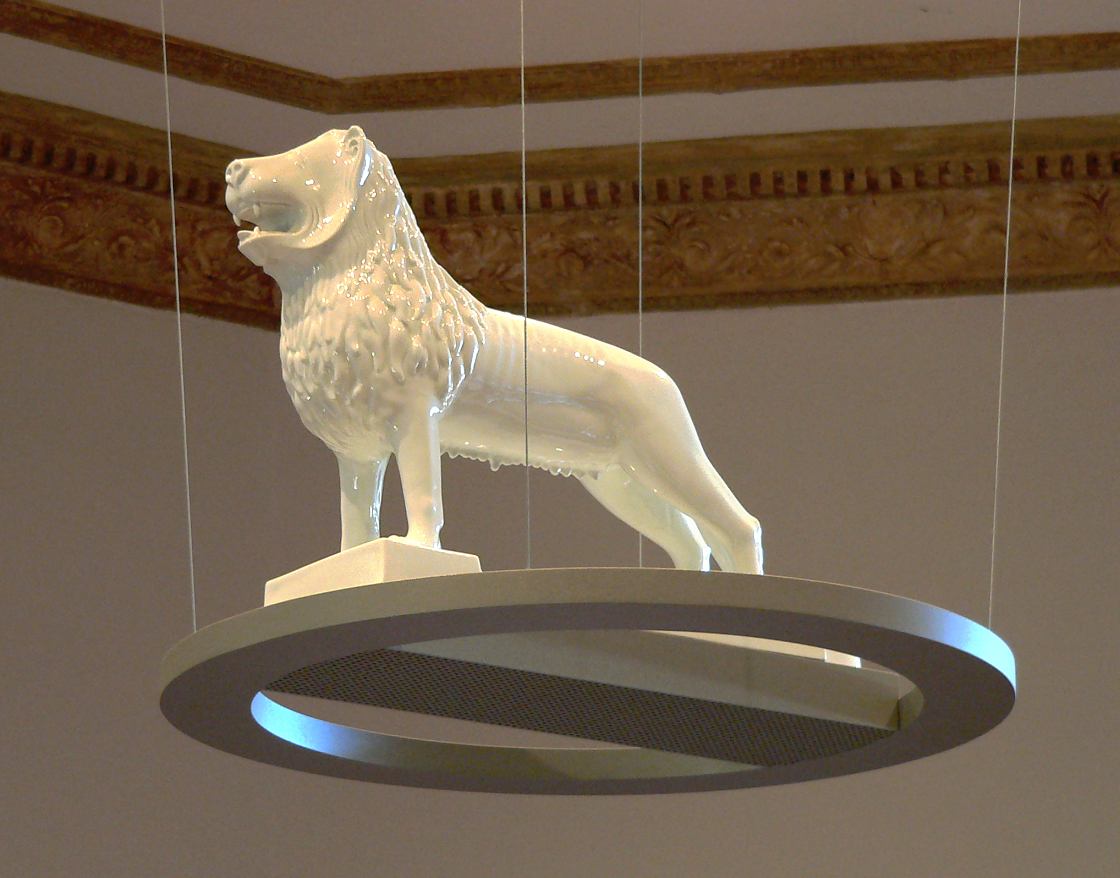
Porzellanfigur aus Fürstenberger Porzellan im Haus der Braunschweigischen Stiftungen

Heinrich der Löwe ließ das Bronzestandbild zur Demonstration seiner weltlichen Herrschaft im Zentrum seiner Macht aufstellen. Sicherlich spielte dabei auch sein angespanntes Verhältnis zu und sein Machtanspruch gegenüber seinem Verwandten, dem Stauferkaiser Friedrich Barbarossa, eine wichtige Rolle. Es ist ein einzigartiges Zeugnis der Gießereikunst des 12. Jahrhunderts. Der Löwe wurde bereits damals auf herzoglichen Münzen abgebildet und fand 1231 Aufnahme in das älteste (erhaltene) Siegel der Stadt Braunschweig. Ab 1296 bis zum Jahr 1412 prägte die Stadt Braunschweig den sogenannten Ewigen Pfennig, ein Hohlpfennig mit einem nach links steigenden Löwen als Münzbild. Seit Mitte des 14. Jahrhunderts ist der Löwe Wappentier und zugleich Wahrzeichen der Stadt Braunschweig.
Auf der um 1300 entstandenen sogenannten Ebstorfer Weltkarte ist Braunschweig mit dem Löwenstandbild eingezeichnet. 1492 erscheint der Braunschweiger Löwe auch in der Sachsenchronik. Der Braunschweiger Historiker, Archivar und Schriftsteller Ludwig Hänselmann veröffentlichte 1883 das Buch Unterm Löwensteine. Alte Geschichten aus einer ungeschriebenen aber wahrhaftigen Chronika.
Der Braunschweiger Löwe war ebenfalls Vorbild für das Logo der Braunschweiger Firma Büssing. Einige LKW erhielten zudem den Namen Burglöwe. Nach der Übernahme 1972 durch MAN wurde der Name „Büssing“ mit dem Löwen-Logo zunächst als Zusatz weitergeführt. Als die ersten MAN-Busse ohne den Zusatz „Büssing“ an die Braunschweiger Verkehrs-AG ausgeliefert wurden, protestierte die Bevölkerung und MAN rüstete das Löwen-Logo nach. Später übernahm die Firma es generell und so schmückt es noch heute deren Lastkraftwagen und Omnibusse.
Während der Zeit des Nationalsozialismus zierte der Braunschweiger Löwe die Rückseite der 5-Reichsmark-Banknote von 1942 und von 1990 bis zur Euro-Einführung gab die Deutsche Bundespost im Rahmen der Dauermarken-Serie „Sehenswürdigkeiten“ eine 5-Pfennig-Briefmarke mit dem Kopf des Braunschweiger Löwen heraus.
Der American-Football-Verein Braunschweig Lions (mittlerweile New Yorker Lions) wählte seinen Namen in Anlehnung an den Löwen und verwendet einen an den Löwen angelehnten, stilisierten Löwenkopf als Vereinslogo.

### Der Braunschweiger Löwe in der Heinrichssage

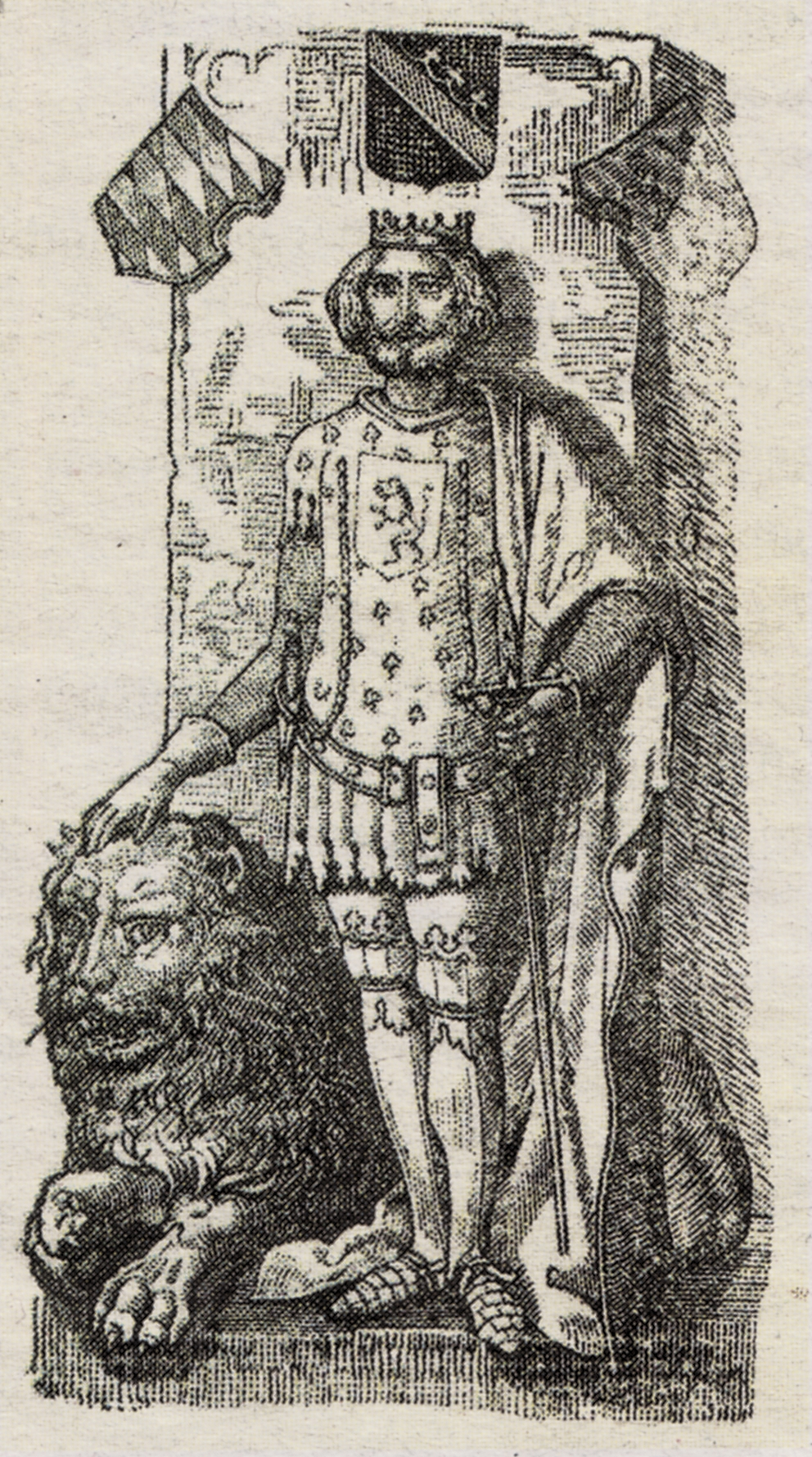
Heinrich und sein Löwe. Illustration von Wilhelm Völker für Karl Simrocks Geschichte des großen Helden und Herzogen Heinrich des Löwen und seiner wunderbaren höchst gefährlichen Reise.

Eine wichtige Rolle nimmt der Braunschweiger Löwe auch in der so genannten Heinrichssage ein. Diese spätmittelalterlichen Erzählung schildert eine abenteuerliche Reise Heinrichs des Löwen und diente unter anderem dem italienischen Komponisten Agostino Steffani 1689 als Grundlage für seine Oper Enrico Leone. Auf seiner Pilgerfahrt in das Heilige Land, so die Legende, sei Heinrich Zeuge des Kampfes zwischen einem Löwen und einem Drachen geworden. Der Herzog kommt dem Löwen zur Hilfe und erschlägt den Drachen. Der dankbare Löwe kehrt daraufhin mit ihm ins heimische Braunschweig zurück. Nach dem Tod Heinrichs habe der trauernde Löwe alle Nahrung verweigert und sei kurz danach auf dem Grabe seines Herrn liegend selbst gestorben, woraufhin die Bewohner Braunschweigs zu Ehren des Löwen ein Grab- bzw. Denkmal auf dem Burgplatz errichtet hätten.

### Kopien
Über die Welt verteilt, hauptsächlich aber in Deutschland, sind mehrere Kopien des Braunschweiger Löwen zu finden. So zum Beispiel vor dem Ratzeburger Dom (aufgestellt 1881), im Innenhof des Klosters Weingarten (errichtet 1999), vor Schloss Wiligrad bei Schwerin, aufgestellt 1913/14 durch Johann  Albrecht zu Mecklenburg (von 1907 bis 1913 Regent des Herzogtums Braunschweig), nach 1950 verschwunden und 2014 durch einen Neuguss ersetzt; in Blankenburg im Harz 1915 auf der Terrasse des Großen Schlosses aufgestellt, seit 1953 in den Barocken Gärten des Kleinen Schlosses. Im Victoria and Albert Museum in London sowie im Germanischen Nationalmuseum in Nürnberg befinden sich Gipsabgüsse des Löwen.

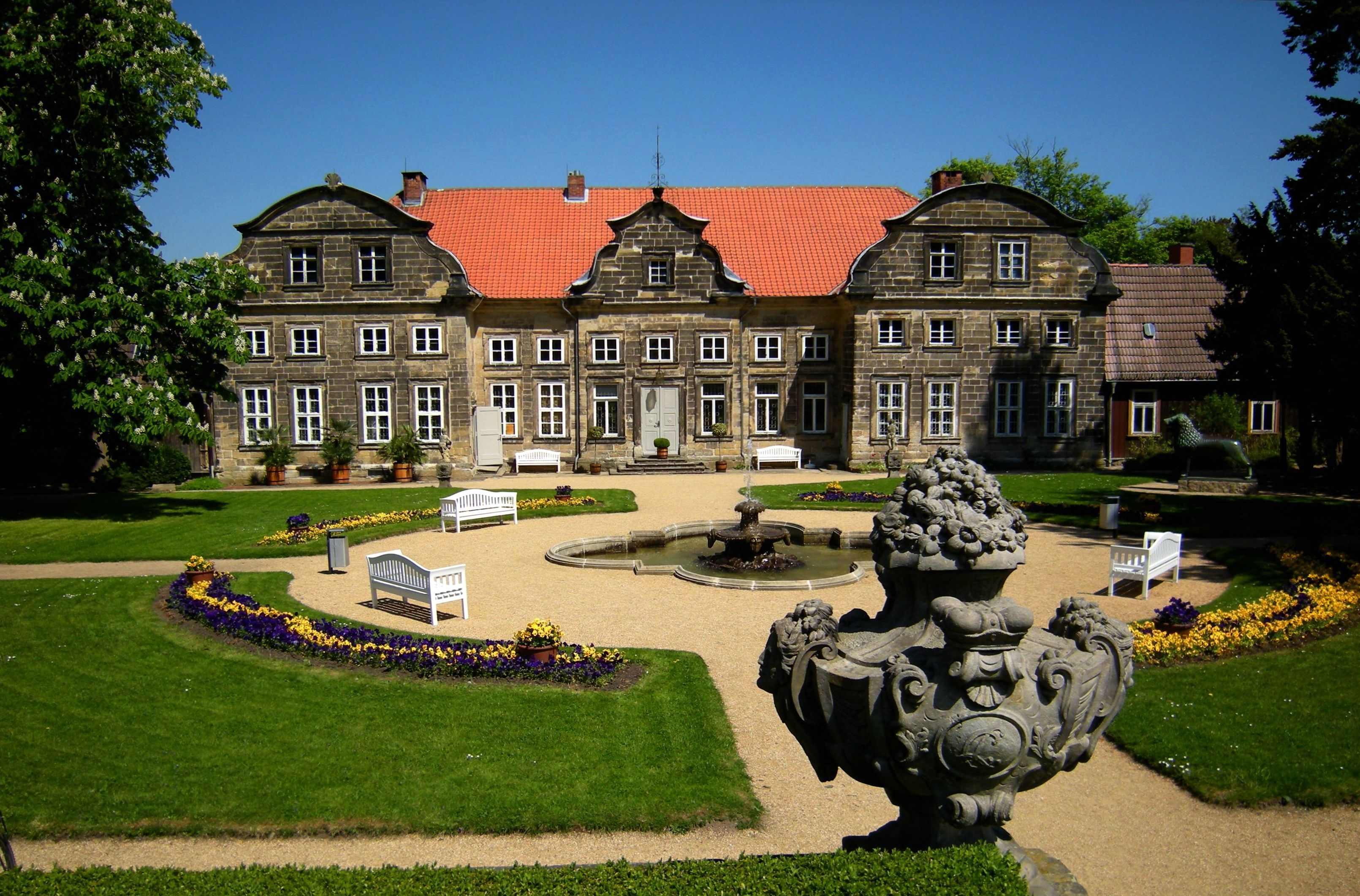
Blankenburg im Harz: Löwe im Garten des Blankenburger Schlosses (rechts hinten)
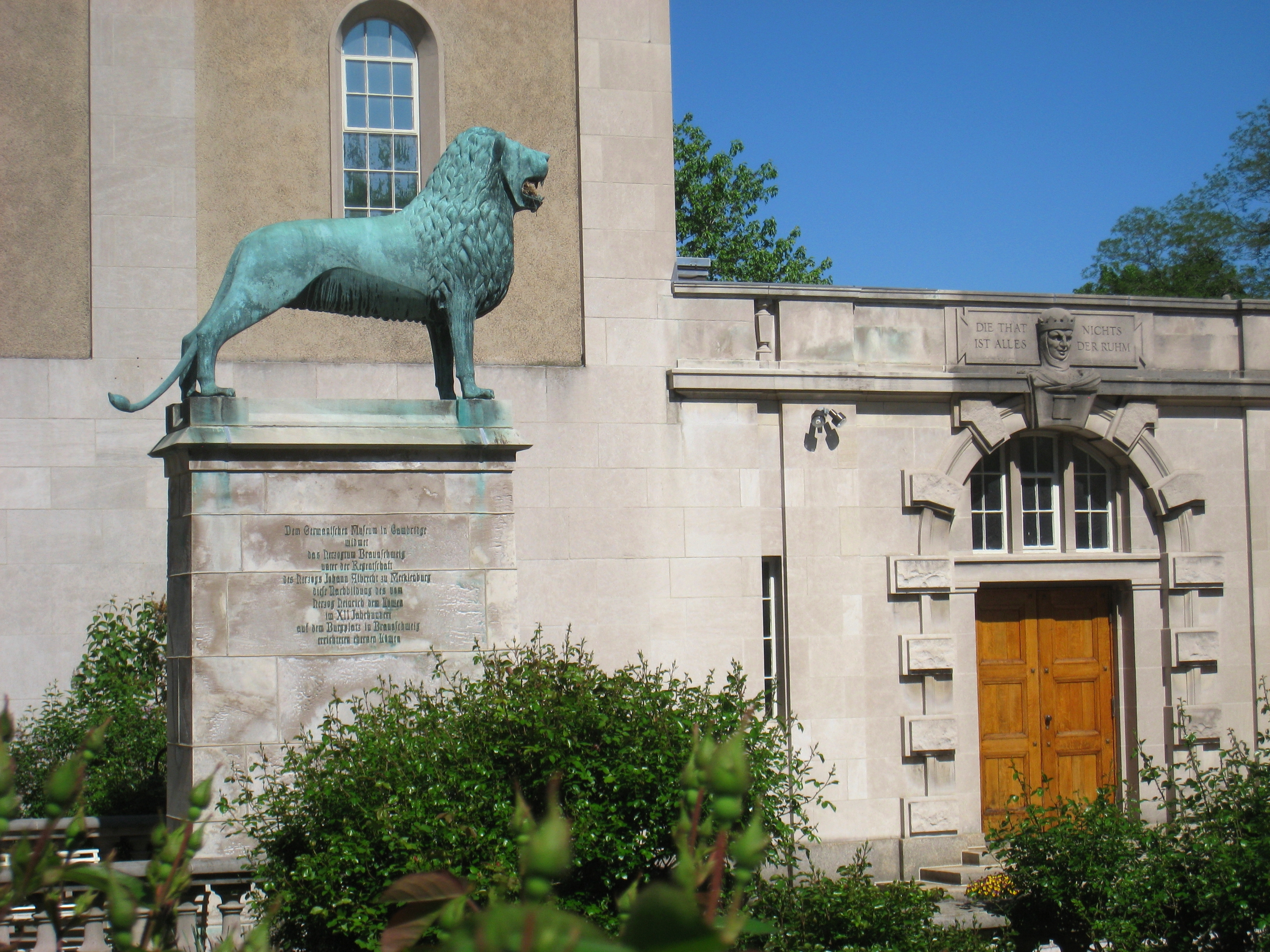
Cambridge, MA: Löwe im Garten der Adolphus Busch Hall, Harvard University
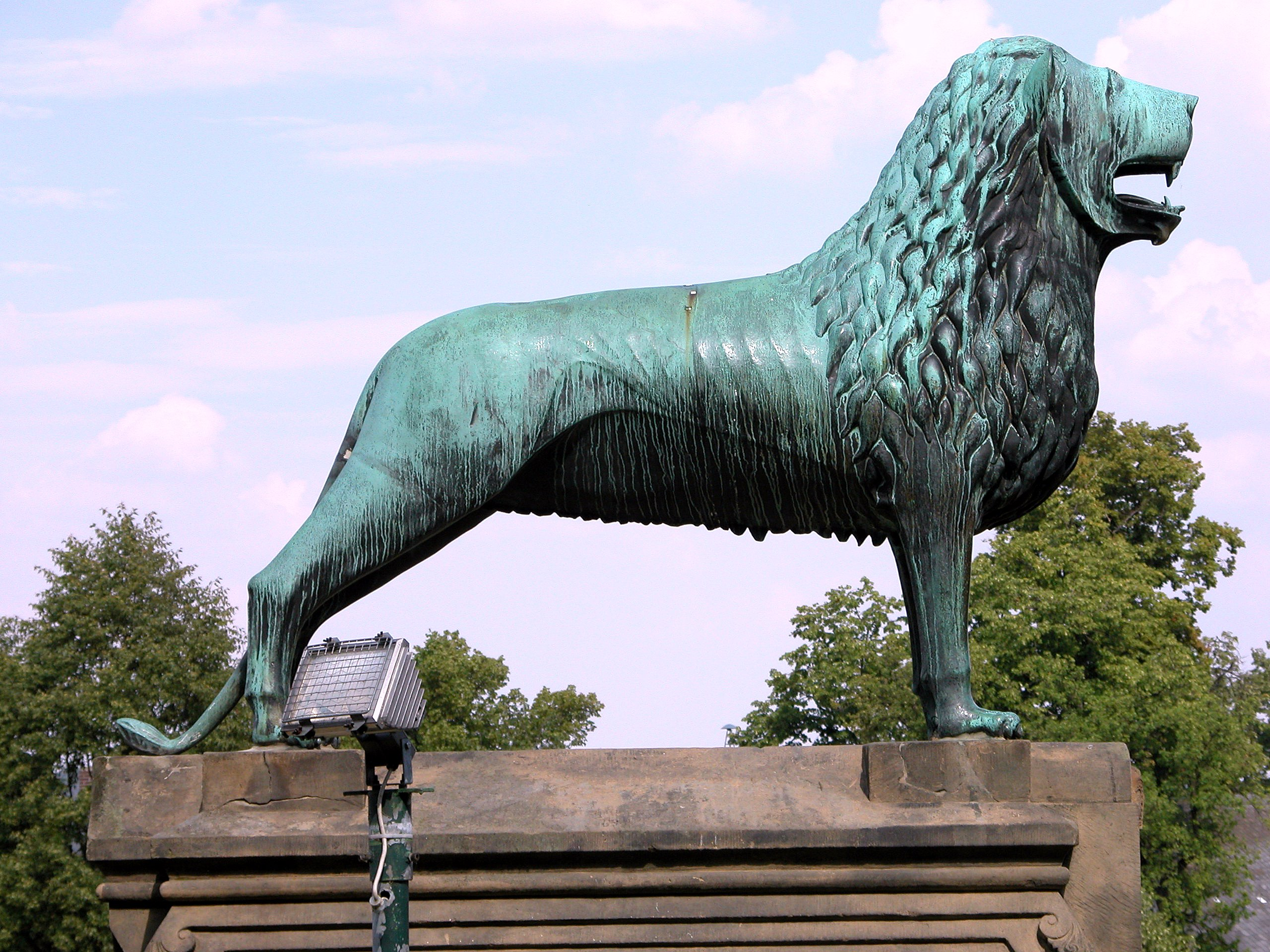
Goslar: Eine der zwei Kopien des Löwen aus dem Jahre 1900 vor der Kaiserpfalz.

#### Kopie für Hermann Göring
Die Braunschweigische Staatsregierung unter NSDAP-Ministerpräsident Dietrich Klagges versuchte in den Anfangsjahren des Nationalsozialismus, den Freistaat Braunschweig politisch und wirtschaftlich zu stärken. Hermann Göring war nicht nur Oberbefehlshaber der Luftwaffe, sondern seit Ende 1936 auch Beauftragter für den Vierjahresplan und damit faktisch Wirtschaftsdiktator des Reiches. Klagges hofierte Göring, um seine persönlichen Interessen durchsetzen zu können. So ließ er 1934 für den passionierten „Reichsjägermeister“ den Reichsjägerhof „Hermann Göring“ im nahe Braunschweig gelegenen Riddagshausen errichten. Die Reichswerke Hermann Göring im südlich der Stadt gelegenen Salzgitter befanden sich bereits in der Planung, Göring wurde ihr Präsident.
Vor diesem Hintergrund ließ Klagges zu Görings 44. Geburtstag 1937 eine 1:1-Kopie des Braunschweiger Löwen gießen. Die etwa zehn Zentner schwere Plastik wurde Göring am 12. Januar 1937 im Hof seiner Berliner Privat-Villa, Leipziger Platz 11 A, von Klagges persönlich übergeben (Foto der Übergabe). Anschließend ließ Göring sie nach Carinhall, seiner Privatresidenz in der Schorfheide, transportieren und dort zunächst im Park auf der Westseite des Anwesens auf einem 1,50 m hohen Sockel aus Steinquadern aufstellen. Ab 1940 wurde der Löwe auf einem auf 3 m erhöhten Steinsockel im neu geschaffenen 2. Innenhof aufgestellt, wo er bis Kriegsende blieb. Ende April 1945, kurz bevor russische Truppen Carinhall erreichten, ließ Göring den gesamten Komplex sprengen. Der Löwe blieb jedoch unversehrt im Innenhof zurück und wurde kurz darauf von einem Bauern aus der Nähe geborgen, der ihn auf seinem Hof unterbrachte. 1948 wurde der Löwe zusammen mit anderen Großplastiken eingeschmolzen.